# 116° westerlengte
116° westerlengte (ten opzichte van de nulmeridiaan) is een meridiaan of lengtegraad, onderdeel van een geografische positieaanduiding in bolcoördinaten. De lijn loopt vanaf de Noordpool naar de Noordelijke IJszee, Noord-Amerika, de Grote Oceaan, de Zuidelijke Oceaan en Antarctica en zo naar de Zuidpool.
De meridiaan op 116° westerlengte vormt een grootcirkel met de meridiaan op 64° oosterlengte. De meridiaanlijn beginnend bij de Noordpool en eindigend bij de Zuidpool gaat door de volgende landen, gebieden of zeeën. 
| Land, gebied of zee      | Nauwkeurigere gegevens                                                              |
| ------------------------ | ----------------------------------------------------------------------------------- |
| Noordelijke IJszee       |                                                                                     |
| Canada                   | Northwest Territories - Prins Patrickeiland                                         |
| Fitzwilliamstraat        |                                                                                     |
| Canada                   | Northwest Territories - Melville-eiland                                             |
| M'Clurestraat            |                                                                                     |
| Canada                   | Northwest Territories - Bankseiland                                                 |
| Straat Prince of Wales   |                                                                                     |
| Canada                   | Northwest Territories - Victoria-eiland                                             |
| Prince Albert Sound      |                                                                                     |
| Canada                   | deels Northwest Territories deels Nunavut - Victoria-eiland                         |
| Dolphin and Union Strait |                                                                                     |
| Canada                   | Nunavut, Northwest Territories (dwarst Great Slave Lake), Alberta, British Columbia |
| Verenigde Staten         | Montana, Idaho, Nevada, Californië                                                  |
| Mexico                   | Baja California                                                                     |
| Grote Oceaan             |                                                                                     |
| Zuidelijke Oceaan        |                                                                                     |
| Antarctica               | Niet-toegeëigend gebied in Antarctica                                               |